# Bezzia carioca
Bezzia carioca är en tvåvingeart som först beskrevs av Lane 1958.  Bezzia carioca ingår i släktet Bezzia och familjen svidknott. Inga underarter finns listade i Catalogue of Life.